# ГАЗ-М-20 «Победа»
ГАЗ М-20 «Побе́да» — советский легковой автомобиль среднего класса, серийно производившийся на Горьковском автомобильном заводе (ГАЗ) в 1946—1958 годах, и в Польше в 1951—1973 годах.
Заводской индекс модели — М-20. Легковой автомобиль представляет собой третье поколение легковых машин ГАЗ и является преемником модели М-1. 28 июня 1946 года начался серийный выпуск автомобилей «Победа». Всего до 31 мая 1958 года было выпущено 241 497 машин, включая 14 222 кабриолетов и 37 492 такси. Розничная цена на внутреннем рынке с 1947 года составляла 16 000 рублей, с 1955 — 20 000 рублей.

## История создания

### Предыстория
К 1938 году Горьковский автозавод приступил к формированию перспективного типажа своей продукции, планируемой к освоению в ходе III—IV пятилеток. Среди запланированных к разработке моделей были грузовик ГАЗ-51 и легковой автомобиль среднего класса с шестицилиндровым двигателем ГАЗ-11 мощностью 78 л. с. Тогда же были проведены закупки и сравнительные испытания целого ряда иностранных легковых моделей среднего класса, давшие информацию о последних тенденциях в мировом автомобилестроении и позволившие сформировать требования к форме кузова и динамическим показателям собственной перспективной «легковушки». На основе полученных данных на заводе определились с основными конструктивными элементами будущего автомобиля, включая использование несущего кузова, гидравлических тормозов и независимой передней подвески. В том же 1938 году заводской художник-конструктор Валентин Бродский сделал первые наброски автомобиля с обтекаемым каплевидным кузовом, имеющим плоскую боковину без выступающих крыльев.
Стремясь улучшить обзорность с места водителя и одновременно сделать форму автомобиля более обтекаемой, Бродский предусмотрел в своём проекте использование панорамного лобового стекла, однако технологии производства больших гнутых стёкол с высокими оптическими качествами в те годы ещё не существовало, поэтому вместо одного гнутого стекла им были применены четыре плоских — два больших средних, установленных в виде буквы V, и два расположенных по бокам от них маленьких. Фары были полностью утоплены в крыльях, однако при этом всё ещё сохранялась полукруглая маска радиатора как самостоятельный элемент архитектуры передка автомобиля.
В 1940 году своё видение перспективного автомобиля Горьковского завода представил также молодой московский художник Владимир Арямов. Его проект двухдверного седана-фастбэка, иногда упоминаемый под обозначением ГАЗ-11-80, отличала также весьма передовая форма кузова, имевшего плоскую боковину без выступающих крыльев и плоский передок без выступающей решётки радиатора. С началом Великой Отечественной войны все работы над перспективными легковыми автомобилями были свёрнуты, а основные мощности автозавода загружены выпуском грузовиков и продукции военного назначения.

### Начальный этап
3 февраля 1943 года состоялось совещание Наркомата средней промышленности, на котором был одобрен послевоенный модельный ряд предложенный со стороны производства. После этого события у завода появилась полноценная возможность вернуться к работам над легковыми автомобилями. По результатам этого совещания, полученное заводом правительственное задание, по сути, явилось формальностью, и просто повторяло его собственные предложения. Основную работу по проектированию автомобиля вёл главный конструктор завода Андрей Липгарт. За разработку шасси отвечал Анатолий Кригер, кузова — Александр Кириллов. За разработку двигателя отвечал Давид Гороховский.
Изначально автомобиль проектировался в двух вариантах: М-25 с шестицилиндровым двигателем рабочим объёмом 2,7 литра, в полном соответствии с полученным заданием; и М-20 с экономичным четырёхцилиндровым мотором объёмом 2,1 литра. Последний был создан по инициативе Липгарта, и представлял собой «укороченный» вариант первого, в котором отсутствовали два цилиндра. Числа 20 и 25 в обозначениях автомобилей отражали их принадлежность к новой линейки моделей Горьковского автозавода с двигателями уменьшенного по сравнению с довоенными образцами рабочего объёма. В дальнейшем её продолжили модели ГАЗ-21 и ГАЗ-24, в отличие от многолитровых легковых моделей, обозначения которых начинались с единицы — ГАЗ-11, ЗИМ (ГАЗ-12), ГАЗ-13 и ГАЗ-14 «Чайка». Динамические качества «Победы» с четырёхцилиндровым двигателем примерно соответствовали «Эмке» М-1. Для Народного хозяйства основной задачей производства «Победы» была замена «Эмки» . Впоследствии работы по шестицилиндровому варианту «Победы» были свёрнуты по прямому указанию Сталина, который предпочёл более экономичный автомобиль.
В годы Великой Отечественной войны СССР был получен опыт эксплуатации и обслуживания самой разнообразной иностранной автомобильной техники: трофейной немецкой и поступавшей по ленд-лизу американской. Это позволило советским конструкторам «на натурных экземплярах» ознакомиться с последними достижениями признанных лидеров автомобилестроения. Чтобы компенсировать потерянное из-за войны время и общий недостаток опыта, горьковские конструкторы воспользовались полученной при этом информацией — в частности, позаимствовали общий план конструкции передней подвески, а также многих элементов подмоторной рамы и силовых элементов днища, у имевшей современный несущий кузов и близкие к проектируемому на ГАЗе автомобилю массово-габаритные характеристики немецкой модели Opel Kapitän образца 1938 года.
В работе над дизайном перспективной модели принял участие также сотрудник Наркомата среднего машиностроения Юрий Долматовский, который, взяв за основу довоенные наработки Бродского, в частности, отказался от дополнительных секций лобового стекла, заменил выпуклую маску радиатора на плоскую, продолжающую поверхность передних крыльев, а фары разместил в верхней части крыльев. Окончательный облик будущей «Победы» был выработан в работах художника-конструктора Вениамина Самойлова — именно в его эскизах появляется оригинальное оформление передка с широко разнесёнными фарами и характерной «трёхэтажной» горизонтально-полосной облицовкой передка, заходящей на передние крылья.
К лету 1944 года была завершена подготовка плазовых чертежей, выполнены мастер-модель для изготовления кузова и деревянный демонстрационный макет автомобиля. 6 ноября того же 1944 года был испытан первый ходовой образец автомобиля в варианте М-25 (шестицилиндровом). Первоначально образец был целиком окрашен в серый цвет, но позднее его нижнюю часть перекрасили в лаковый чёрный, придав двухцветную окраску. На этом этапе задние двери автомобиля были навешены на задние петли и открывались вперёд, как на более позднем ЗИМ ГАЗ-12, а боковина была украшена хромированным молдингом — от обоих решений на серийных автомобилях отказались. Бежевый прототип М-20 (четырёхцилиндровый) был готов лишь к началу 1945 и уже имел такую же конструкцию дверных проёмов, как у серийного автомобиля. Общие черты обоих ходовых макетов, составляющие отличие от последовавших за ними серийных автомобилей, включали «трёхэтажную» решётку радиатора с двумя молдингами первого «этажа», заходящими под подфарники (по некоторым данным, сохранялась и на самых первых серийных машинах); более сложную форму самих подфарников; передние крылья, составленные из двух частей — самого крыла и проставки между ним и передней дверью; колёса от «Эмки» с характерной формой диска, имитирующего отдельные спицы.
Имеется[где?] легенда, что первоначально планировалось назвать автомобиль «Родина». Узнав об этом, И. Сталин якобы спросил: «Ну, и сколько будет стоить Родина?». После чего было решено назвать автомобиль «Победа». Осмотрев первый экземпляр автомобиля, И. Сталин произнёс: «Невелика „Победа“, но пусть будет „Победа“».

### Освоение в производстве
После войны, наряду с возобновлением производства последней довоенной серийной модели — ГАЗ-11-73 — на заводе началась активная подготовка к серийному выпуску принципиально нового автомобиля.
19 июня 1945 года, после прохождения государственных приёмочных испытаний, предсерийные экземпляры «Победы» были продемонстрированы в Москве высшему государственному и партийному руководству во главе с Иосифом Сталиным. Для серийного производства был выбран более дешёвый и экономичный четырёхцилиндровый вариант, а обозначение модели окончательно закрепилось как — М-20 «Победа».
Существует версия, что автомобиль хотели назвать «Родина», но когда в июне 1944 года Сталину показали образец будущего серийного автомобиля, тот спросил: «И почём мы будем Родину продавать?». Тогда Сталину сообщили второй вариант названия, который был одобрен. Однако, на самом деле это просто красивый миф, поскольку с самого начала проектирования будущего автомобиля, в него было заложено официальное название «Победа», в честь скорой победы Советского народа над гитлеровской Германией. Название «Родина» предлагалось для следующей модели, М-21, и никогда не выходило за стены завода.
26 августа 1945 года вышло постановление ГКО «О восстановлении и развитии автомобильной промышленности», предписывавшее освоить выпуск новой модели легкового автомобиля среднего класса. Первая «Победа» сошла с конвейера 28 июня 1946 года.
Освоение автомобиля проходило в условиях послевоенной разрухи и нехватки сырья, и было сопряжено с освоением широкой номенклатуры сложных и новых для отечественной промышленности изделий. Кузов «Победы» стал первым полностью спроектированным и подготовленным к массовому производству в СССР. До этого момента даже на разработанные относительно независимо модели (например, КИМ-10) оснастку для производства заказывали иностранным, преимущественно американским фирмам. Для модели ЗИС-110 оснастку изготовляли в СССР, но она не годилась для массового производства, так как штампы были отлиты из цинк-алюминиевого сплава и могли выдержать лишь ограниченное количество рабочих циклов.
Нужно сказать, что оказываемое политическое давление вынуждало заводчан торопиться с запуском новой модели в серию. По иной версии, Липгарт сам, под свою личную ответственность, взял обязательства в течение 1946 года освоить в производстве как грузовик ГАЗ-51, так и легковую модель, несмотря на неготовность технологической базы завода. В результате первые условно серийные автомобили марки «Победа», выпускавшиеся с 28 июня 1946 года (а по некоторым источникам — и с опережением графика, ещё с 21 июня), изготавливались по обходной технологии, фактически вручную. В 1946 году заводом были выпущены только 23 товарные машины.
28 апреля 1947 года было объявлено о начале крупносерийного выпуска — в том же месяце Сталину продемонстрировали уже машину конвейерной сборки, однако автомобиль всё ещё оставался очень «сырым», а технология его производства — не отработанной.
Тысячный автомобиль сошёл с конвейера только в феврале 1948 года — это событие было увековечено заводским фотографом Николаем Добровольским, благодаря чему мы можем судить о деталях отделки машин, выпущенных в этот период. Изображённая на фотографии машина — уже с «двухэтажной» облицовкой радиатора, но ещё с ободками фар, окрашенным под цвет кузова, а не в хроме, как на более поздних автомобилях 2-й производственной серии. Кроме того, в машинах первых выпусков отсутствовали отопитель и световые указатели поворота, а кроме того, использовалась старая несинхронизированная коробка передач от ГАЗ М-1 с рычагом переключения в полу.
Всего в рамках 1-й производственной серии до августа (по другим данным — октября) 1948 года успели собрать 1700 машин, низкое качество сборки и производственные дефекты которых вызвали шквал возмущения у потребителей, среди которых были ответственные работники, а также государственные и общественные учреждения достаточно высокого ранга. Одной из главных претензий был низкий потолок в задней части салона, из-за чего пассажиры-военачальники были вынуждены снимать головной убор. На основе полученных рекламаций 1 сентября 1948 года конвейер был остановлен до устранения обнаруженных недостатков. Директор ГАЗа Иван Кузьмич Лоскутов, несмотря на прежние заслуги, был освобождён от занимаемой должности, а главный конструктор завода Липгарт сохранил своё место лишь благодаря заступничеству министра.

### Вторая производственная серия
Из-за спешки с запуском в серию испытания «Победы» изначально велись по ускоренной программе, не позволявшей в полной мере выявить дефекты в её конструкции. Теперь же благодаря вынужденной паузе в производстве появилась возможность провести полноценные испытания автомобиля, включая проведённые в НАМИ исследования динамических качеств и проходимости, измерение жёсткости кузова и оценку его усталостной прочности на вибростенде. По их итогам в конструкцию автомобиля были внесены необходимые изменения.
Проведённые в связи с вынужденной остановкой конвейера работы затронули 346 деталей и более 2000 задействованных в производстве инструментов и приспособлений, включая использовавшиеся для изготовления кузова штампы, потребовали полного переиздания всей конструкторской документации на автомобиль. Для сборки модернизированного автомобиля был выделен новый цех с более совершенными конвейерами кондукторного, а не ленточного типа, что позволило резко повысить уровень культуры производства.
С 1948—1949 года с конвейера стали сходить «Победы» 2-й производственной серии, а выпущенные до этого машины с обнаруженными дефектами были возвращены на завод для их устранения. Главным усовершенствованием стала доработка кузова, штампованные панели которого в первых выпусках соединялись с щелями и перекосами из-за несовершенных пресс-форм. В результате удалось резко уменьшить количество оловянного припоя, использовавшегося для выравнивания дефектов. Была уменьшена высота заднего сиденья, что обеспечило больший комфорт для рослых пассажиров. Впервые в СССР легковой автомобиль оснащён отопителем. С октября 1950 года вместо устаревшей коробки передач начали устанавливать синхронизированную коробку передач на базе агрегата ГАЗ-12 с рычагом управления на рулевой колонке. Главная передача от «Эмки» также заменена новой, а вместо механических поворотников установлены световые.
В 1949 году автомобиль М-20 и его создатели награждены Сталинской премией. Тогда же было освоено производство модификации М-20Б с открытым кузовом, обусловленное недостатком в советской промышленности листовой холоднокатаной стали. В 1955 году началось производство модернизированной «Победы» 3-й производственной серии, получившей собственное обозначение «М-20В». 30 мая 1958 года с конвейера сошёл последний экземпляр «Победы», который сразу отправился в заводской музей. В 2019 году стало известно о том, что Группа ГАЗ зарегистрировала товарный знак «Победа», который освежили современным логотипом. Данный товарный знак относился к целому перечню товаров и услуг — для автомобилей, запчастей и различной аппаратуры.

## Обзор модификаций

### Основные модификации
- М-20 «Победа» (1946—1955):
  - первая серия ГАЗ-20-30[35] (1946—1948 годы);
  - вторая серия ГАЗ-20Б-30Б[35] (1948—1955) (с 1 ноября 1948 года получила отопитель и обдув ветрового стекла, для улучшения динамических характеристик было изменено передаточное отношение главной передачи с 4,7 на 5,125, с октября 1948 новые рессоры параболического сечения; с октября 1949 новый термостат; с 1950 новые более надёжные часы; с 1 ноября 1949 собиралась на новом конвейере; с октября 1950 года получила новую боковую крышку на коробку передач от ЗИМа с кулисой и рычагом на рулевой колонке и приблизительно тогда же — новый водяной насос) — кузов седан-фастбэк, двигатель 4-цил., 50 л. с., с 1955 г. — 52 л. с. (М-20), массовая серия (184 285 экз., вкл. М-20В и около 160 тысяч всех модификаций до М-20В);
  - М-20В или ГАЗ-20В[35] (1955—1958) — модернизированная «Победа», «третья серия», двигатель 52 л. с., новое оформление облицовки радиатора, исключена перемычка между клыками бампера, радиоприёмник как стандартное оборудование, антенна на поворотном основании, новая конструкция балки переднего моста, модернизированный карбюратор «К-22 Е», новый воздушный фильтр, новый руль с кольцевой кнопкой сигнала, ярко-красная окраска шкал приборов и часов изменена на коричневую;
- М-20А, или ГАЗ-20А-30А до 1955, или ГАЗ-20А после[35] (1949—1958) — кузов седан-фастбэк, двигатель 4-цил., 52 л. с. (М-20), модификация для такси, массовая серия (37 492 экз.);
- ГАЗ-20Б-31 (обозначение по «фордовской» системе «шасси — кузов», применявшейся до конца 1954 года; позднее было зарезервировано обозначение ГАЗ-20Б, но кабриолет уже не выпускался)[35] (1949—1953) — кузов седан-кабриолет (с жёсткими дугами безопасности) двигатель 4-цил., 52 л. с. (ГАЗ-М-20), модификация с открытым верхом, массовая серия (14 222 экз.)[13].

### Мелкосерийные и опытные модификации
- М-20Д (1956—1958) с форсированным (57-62 л. с.) за счёт увеличения диаметра поршня до 88 мм (по другим данным — за счёт повышения степени сжатия до 7,15);
- М-20Г или ГАЗ-М26 (1956—1958) — быстроходная версия для КГБ с 90-сильным 6-цилиндровым двигателем от ЗИМа;
- М-20Е (1956 год) для ресурсных испытаний двигателя ГАЗ-21;
- Фургон — проект, кузов после средней стойки был из бакелизированной фанеры с деревянным каркасом;
- Пикап — строились на ремзаводах из седанов;
- Седан «Победа-НАМИ» — 4 опытных экземпляра (1948);
- Длиннобазный вариант (в кузов вварена вставка) — носитель агрегатов, применялся при разработке ЗИМа (1948);
- М-20 с гидромеханической трансмиссией (кон. 1951 года) — опытный экземпляр с автоматической гидромеханической коробкой передач НАМИ-ДК от НАМИ-013, успешно прошёл испытания, однако по динамике и топливной экономичности значительно уступал базовой модели;
- Четырёхдверный парадный кабриолет — малосерийного производства ГАЗ ПАМС для Военного Министерства (парадные, заварена левая задняя дверь, X-образный усилитель на днище, рамки дверей отсутствовали);
- Спортивная модификация (она же — «Победа-Спорт», «ГАЗ-Торпедо») — спортивная заводская переделка с обтекателями, двухдверным кузовом и форсированным двигателем.

#### М-20Г
26 марта 1956 года конструктором ГАЗа Григорием Вассерманом был подписан документ, озаглавленный «Изменения в конструкции автомобиля М-20 в связи с применением двигателя ЗИМ». Так началось проектирование шестицилиндровой быстроходной версии «Победы», предназначенной для службы в КГБ в качестве автомобиля сопровождения правительственных кортежей и «хвостового» автомобиля, а также решения иных стоящих перед данным ведомством оперативных задач. Изготовление опытного образца в экспериментальном цехе КЭО ГАЗ было завершено к 10 июня 1956 года, а его ходовые испытания проводились начиная с июля. В ходе испытаний опытный образец автомобиля подтвердил соответствие предъявлявшимся заказчиком требованиям, в частности, его максимальная скорость составила 132 км/ч (в техническую характеристику внесли цифру 130 км/ч), а разгон с 0 до 100 км/ч с полной нагрузкой занимал 30 с, что значительно перекрывало показатели базовой модели. По итогам испытаний 17 сентября 1956 года замом министра автомобильной промышленности СССР В. Я. Селифоновым были «задним числом» утверждены официальные Технические условия на автомобиль, с 1957 года начался его малосерийный выпуск по индивидуальным заказам ГОНа и местных управлений КГБ СССР, причём по утверждениям работников завода вёлся он без какой либо официальной конструкторской документации. По разным данным, производство продолжалось до 1958 или 1959 года. Общий выпуск, по данным конструктора ГАЗа Бориса Дехтяра, составил не более 100 штук.

### М-72
С середины 1955 года Горьковский автозавод приступил к выпуску М-72 — оригинальной машины, которая объединяла полноприводное шасси, разработанное на основе агрегатов армейского внедорожника ГАЗ-69, с комфортабельным по тем временам несущим кузовом «Победы», усиленным за счёт установки дополнительных силовых элементов и накладных усилителей. Внешне машина отличалась значительно увеличенным клиренсом, грязевыми щитками на задних колёсных арках и шинами 6,50-16 с протектором «ёлочка». Именно для М-72 была разработана новая массивная облицовка радиатора, которая затем была внедрена и на модернизированной М-20В. Впервые в практике отечественного автостроения здесь был применён омыватель ветрового стекла, действовавший от педали.
М-72 выпускали серийно до 1958 года, и всего было сделано 4677 штук.

## Обзор конструкции

### Технические особенности
Помимо оригинальной «бескрылой» формы, кузов «Победы» отличался также уменьшенной на 15—20 сантиметров высотой по сравнению с автомобилями того же класса. Этим был обусловлен низкий центр тяжести и улучшенная устойчивость. Двигатель был вынесен вперёд, в пространство над балкой независимой передней подвески, что также позволило сделать капот и автомобиль в целом ниже. Для 1946 года (начало выпуска «Победы») такую компоновку можно охарактеризовать как передовую. Она позволяла более рационально расположить пассажиров в кузове и улучшить управляемость, а также ощутимо понизить коэффициент аэродинамического сопротивления. Для макета кузова с гладким днищем, с приближённой имитацией мелких деталей он составил всего 0,34. Для натурного серийного автомобиля при позднейших продувках в трубе Дмитровского автополигона он был определён как 0.44-0.45 (это всё равно было намного лучше кузовов довоенного поколения машин, типа ГАЗ-М1, для которых он часто превышал единицу). Ощущение раскачивания при движении по дорогам низкого качества уменьшилось за счёт снижения высоты подушек сидений относительно дороги.
По этим показателям «Победа» на момент её освоения в производстве находилась на одном уровне с иностранными моделями новейшей разработки — Kaiser-Frazer модели 1946 и Studebaker модели 1947 года, и была на несколько лет впереди основной массы первых послевоенных автомобилей — большинство иностранных фирм пришли к подобным компоновочным и стилистическим решениям на массовых моделях позже, скажем, английский Standard, американские Hudson и Packard — в 1948 модельном году, Ford и Chevrolet — в 1949. Этот переход оценивался в те годы как революционный и сопровождался активной рекламной кампанией. «Победа» стала одним из первых советских автомобилей, получивших гидравлический привод тормозов.
При той же мощности двигателя, что и у четырёхцилиндрового ГАЗ-М1, «Победа» развивала ту же максимальную скорость, что и шестицилиндровый ГАЗ-11, но при равномерном движении расходовала всего 10-11 литров топлива против 15 литров на 100 километров у ГАЗ-11 и 13 литров у М-1. Это достигалось за счёт более прогрессивной конструкции двигателя, и в меньшей степени за счёт аэродинамичной формы кузова и его уменьшенной лобовой площади. Машина была намного комфортабельнее, чем предшественник, благодаря более чем втрое смягчённой пружинной независимой подвеске спереди и расширенному пассажирскому салону, размещённому в зоне наибольшего комфорта в пределах колёсной базы. Низкий центр тяжести и независимая подвеска спереди в сочетании с практически идеальным распределением массы автомобиля по осям (51 % задняя, 49 % передняя) также существенно улучшили управляемость. Более рациональное расположение пассажиров и груза позволило увеличить объём салона с 2,84 до 3,38 м³, несмотря на уменьшение габаритных ширины и высоты по сравнению с «Эмкой», а также — впервые ввести багажник.
Подобно прочим автомобилям своего времени, ГАЗ М-20 имел порядка 40 точек смазки, требующих регулярного шприцевания, в том числе при текущем обслуживании через 500-1000 км. Омыватель ветрового стекла присутствовал только на вездеходной модификации.

### Силовой агрегат
На этапе проектирования для автомобиля предусматривалось два варианта двигателя — шестицилиндровый и четырёхцилиндровый. Оба двигателя представляли собой модификации 3,5-литрового шестицилиндрового мотора ГАЗ-11, в свою очередь бывшего аналогом американского Dodge D5, производственная документация на который была приобретена заводом ещё в 1937 году. Рабочий объём рядной «шестёрки» составлял 2,7 литра при мощности в 62 л. с., четырёхцилиндрового двигателя — 2,1 литра при 50 л. с. Единственный показатель, по которому шестицилиндровый мотор однозначно превосходил четырёхцилиндровый — плавность работы. В силу повышенной экономичности и бо́льшей степень унификации с мотором ГАЗ-11, планировавшемуся к применению на перспективных грузовиках ГАЗ, в серийном производстве выбор был сделан в пользу четырёхцилиндрового силового агрегата. Шестицилиндровые двигатели в очень небольших количествах устанавливались на «Победы» по спецзаказу служб госбезопасности.
Двигатель был нижнеклапанным и унифицирован по многим деталям с ГАЗ-51 и ЗИМом, а впоследствии использовался на внедорожнике ГАЗ-69. Рабочий объём составлял 2112 см³, а максимальная мощность в 50—52 л. с. (в зависимости от модификации) достигалась всего лишь при 3600 оборотах в минуту. Степень сжатия двигателя «Победы» позволяла работать на самом низкооктановом, «66-м» бензине. Динамические качества «Победы» по меркам своего времени считались достаточными — хотя на разгон до 100 км/ч уходило 46 секунд, до скорости в 50 км/ч машина разгонялась за 12 секунд — вдвое быстрее, чем малолитражный «Москвич». Способности же быстро совершать обгоны и перестроения при движении на трассе в те годы ещё не уделяли большого внимания ввиду малой загруженности загородных магистралей.
Тем не менее, в целом двигатель был слабым местом «Победы» — надёжный и долговечный, он всё же был откровенно слабоват для довольно тяжёлого автомобиля, как результат, динамика М-20 оставляла желать лучшего даже по меркам тех лет. Такой выбор двигателя был связан с тяжёлым положением с топливом в стране, хозяйство которой было разрушено после войны.

### Силовая передача
Трёхступенчатая коробка передач «Победы» изначально была выполнена на основе коробки ГАЗ-М-1 и не имела синхронизаторов (их функции частично выполняли так называемые «муфты лёгкого включения»). Рычаг располагался в полу. В начале 1950-х годов ввели коробку переключения передач от ЗИМа с подрулевым рычагом и синхронизаторами на II и III передачах.
Задний мост был разработан специально для «Победы» и устанавливался только на этой машине. Его конструктивные особенности — спирально-конические шестерни главной передачи и нагруженные полуоси. Полуоси можно было извлечь только после полной разборки картера главной передачи. Ступицы насаживались на коническую шейку полуоси, фиксировались от проворачивания шпонкой и притягивались гайкой.

### Шасси
Передняя подвеска по общему плану конструкции повторяла соответствующий агрегат модели Opel Kapitän. Амортизаторы с верхними рычагами, резьбовые втулки и некоторые другие детали подвесок взаимозаменяемы. Рулевое управление полностью отличалось по конструкции (переднее расположение рулевой трапеции вместо заднего).
Задняя подвеска была выполнена по ставшей к тому времени практически стандартной на новых моделях схеме (типа Hotchkiss) — жёсткая балка моста на продольных полуэллиптических рессорах с открытой карданной передачей, не участвующей в работе подвески — в отличие от архаичного заднего моста с упорной трубой (Torque tube), упирающейся в бронзовый шар на коробке передач и через него передающей на силовой агрегат продольные усилия от заднего моста, характерного для «Эмки» и первых послевоенных «Фордов» (до 1948 года включительно). В креплениях рессор использовались не требующие смазки резиновые втулки, заменившие металлические резьбовые шарниры. Амортизаторы, как и спереди, были рычажными гидравлическими.
Колёса имели непривычно большую для тех лет ширину и имели штампованные диски без отверстий, крепились пятью гайками на шпильках с разболтовкой 5×5 1/2", то есть, 5×139,7 мм (американская система, идущая ещё от первых автомобилей ГАЗ). Автомобильные шины размером 6.00-16. Тормозные механизмы были барабанными, с одним гидроцилиндром в каждом тормозном барабане, действовавшем сразу на обе тормозные колодки.

### Электрооборудование
Электрооборудование впервые в СССР было выполнено 12-вольтовым, позволив вдвое снизить пусковые токи по сравнению с общепринятыми в те годы 6-вольтовыми системами. Ассортимент потребителей электроэнергии по сравнению с предыдущими моделями ГАЗ значительно расширился. Кроме того, «Победа» имела достаточно мощный генератор, способный заряжать батарею даже при множестве включённых электроприборов.
Впервые на советском автомобиле этого класса был предусмотрен как стандартное оборудование отопитель салона (начиная со второй производственной серии), спаренный с обдувом ветрового стекла. Вентилятор в отопителе подавал воздух только на ветровое стекло, в салон же он поступал самотёком, что значительно уменьшало эффективность обогрева на малых скоростях и при стоянке.
Задние фонари всех «Побед» отличались от привычных: на крыльях автомобиля располагалось два габаритных огня, совмещённые с указателями поворота (двухнитевые лампы), а единственный стоп-сигнал был установлен в блоке с фонарём освещения номерного знака, посередине крышки багажника. Этим «Победа» отличалась как от массовых советских машин тех лет (ГАЗ-АА, ЗИС-5 и Москвич-400), у которых был только один левый фонарь, так и от ЗИС-110, оснащённого двумя полноценными задними фонарями. Позже такое расположение световых приборов повторили на автомобиле ЗИМ.
Приборы ГАЗ-20 включали в себя спидометр с одометром и контрольной лампой дальнего света, амперметр, указатель уровня топлива, масляный манометр, термометр охлаждающей жидкости (стрелка этого прибора при повышении температуры отклонялась влево), контрольные лампы указателей поворота, контрольную лампу перегрева (эту лампу можно было подключить к реле-регулятору, чтобы она кроме перегрева показывала и отсутствие заряда).

### Кузов и салон
Кузов «Победы» — несущий, цельнометаллический, типа «фастбэк» или «седан». Состоит из каркаса, усилителей и навесных панелей. Материал кузова — сталь марки 08 толщиной от 0,8 мм до 2,0 мм. Спереди к кузову на болтах присоединена короткая лонжеронная рама (подрамник), несущая переднюю подвеску, рулевое управление и силовой агрегат.
При производстве кузовов автомобиля для исправления недостатков сварки и штамповки по месту применялась ручная рихтовка с последующей оплавкой поверхности оловянистым припоем. После доработки и перезапуска производства, на один автомобиль в среднем уходило до 17 килограммов припоя. До этого из-за неточности пресс-форм и многочисленных щелей при сборке панелей кузова, припой расходовался в количествах до 200 килограммов.
В отделке салона, по традиции тех лет, использовались мягкие, пастельные тона — палитра цветов включала бежевый, коричневый, серый. Начиная со второй серии (1949 год), высоту подушки заднего дивана уменьшили.
Внутренние окантовки всех стёкол были отделаны по оригинальной технологии, найденной на ГАЗе — особый способ окраски металла создавал поверхность, на вид практически не отличимую от ценной породы древесины — карельской берёзы. Был отдельный от салона багажник, доступ в который осуществлялся снаружи, через подъёмную крышку. Оборудование салона включало в себя два противосолнечных козырька, две пепельницы, прикуриватель, потолочный плафон с автоматическим включением, подкапотную лампу, переносную лампу, лампу багажника с автоматическим включением, зеркало заднего вида, двухтональный звуковой электросигнал. Начиная со второй серии система вентиляции кузова «Победы» стала штатно оснащаться отопителем и антиобледенителем лобового стекла, работавшим от системы водяного охлаждения двигателя автомобиля. Для очистки поступающего в кузов снаружи воздуха использовался салонный воздушный фильтр. На автомобилях третьей серии также появился в качестве штатного оборудования радиоприёмник с антенной, расположенной над лобовым стеклом.

## Проекты модернизации

### «Победа-НАМИ»
«Победа-НАМИ» представлял собой автомобиль ГАЗ-М20 «Победа» с кузовом седан. Серийно никогда не выпускался. Вскоре после того, как ГАЗ-М20 поставили на производство в 1946 году, заговорили о её недостатках. По заданию Министерства автомобильной промышленности в НАМИ должны были создать улучшенный вариант ГАЗ-М20, оставив прежней механическую часть (шасси, двигатель), но с более эстетически совершенным и комфортабельным кузовом, с улучшенной обзорностью назад. Ещё в 1948 году, во время временной остановки конвейера ГАЗ-а, специалисты НАМИ Юрий Долматовский и Л. Терентьев предложили свой вариант модернизации «Победы». Этот проект предполагал применение кузова «седан» с чётко выраженными тремя объёмами (вместо двухобъёмного фастбэк-седана), изменения во внешнем оформлении, салоне. Основные силовые элементы кузова при этом сохранялись. В результате в 1948 году в НАМИ сделали два улучшенных автомобиля ГАЗ-М20 «Победа» с кузовом седан, различающихся внешней отделкой. Опытные автомобили выглядели по-другому, хотя многие технологически сложные элементы кузова (двери, несущий каркас) остались прежними. Передний диван «Победы» предлагалось заменить двумя раздельными сиденьями с тонкими ковшеобразными спинками, что увеличило бы полезное пространство салона. Сам салон имел улучшенную отделку. Также проект «Победы-НАМИ» включал в себя несколько вариантов оформления передка, выполненных художником-конструктором Владимиром Арямовым и включавший в себя мотив головы и рогов оленя — традиционного символа города Горький. Было построено несколько образцов с некоторыми различиями в оформлении, один из которых имел двухцветную окраску. Однако ввиду сложности перенастройки производства и иных проблем, это предложение не было принято.
Похожие седаны на основе ГАЗ-М-20 «Победа» серийно выпускались c 1964 по 1973 год в Польше под маркой FSO Warszawa («Варшава»).

### Проект «Победы» второго поколения
С 1951 года группа конструкторов завода ГАЗ работала над проектом, получившим название М-21 «Победа». В основу технического задания были положены упомянутые выше работы НАМИ, а внешний облик машины, разработанный Л. Еремеевым, сильно напоминал еремеевский же ЗИМ в уменьшенном виде, но к тому времени дизайн самого ЗИМа уже стал устаревать, и дальше гипсового макета дело не пошло. Автомобили ГАЗ среднего класса следующего поколения, к разработке которых приступили в 1952—1953 годах, уже не несли имени «Победа»: они разрабатывались под девизами «Звезда» и «Волга». Тем не менее, в конструкции «Волги» были реализованы очень многие наработки по проекту «Победы» второго поколения.

## Лицензионные копии
С 1951 года «Победа» по лицензии выпускалась в Польше на заводе FSO (Fabryka Samochodów Osobowych) под маркой Warszawa («Варшава»).
Машина выпускалась до 1973 года с серьёзными модернизациями, в частности, поздние выпуски приобрели двигатель с перенесёнными наверх клапанами и кузова: «универсал» (Warszawa 223K, «комби»), «пикап» (Warszawa 200P) и «седан» (Warszawa 203 и 204, c 1964 года). С 1956 года автомобили собирались только из польских комплектующих.
Всего было выпущено 253 тысячи автомобилей — чуть больше, чем оригинальных «Побед».

## Экспорт
«Победа» была одним из первых советских легковых автомобилей, широко предлагавшихся на экспорт — наряду с «Москвичом-400». Она экспортировалась в основном в Финляндию, где её любили таксисты, скандинавские страны, Австрию и Бельгию. Уже в 1950-е годы «Победы», с правым рулём появились в Англии, где их продавали бельгийские дилеры ГАЗа, и США, куда их ввозили из Европы частные лица.
Английский журнал «The Motor» в 1952 году отмечал: «Это автомобиль исключительно русский… Самая сильная сторона „Победы“ — способность передвигаться по любым дорогам… На „Победе“ не надо бояться быстрой езды по плохим дорогам, даже когда автомобиль полностью нагружен».
В 1957 году американский журнал Science and Mechanics, также проведя тест-драйв тёмно-серой «Победы» 1956 года выпуска, отмечает устаревшую конструкцию и дизайн, слабый двигатель и грубое изготовление с большим использованием ручного труда, но хвалит «Победу» за продуманные детали конструкции (жалюзи радиатора, настроечная игла в карбюраторе, буксировочные крюки, набор инструмента и так далее), высокое качество хромировки и подгонки деталей.

## Спорт
В 1951 году под руководством Алексея Смолина на базе кузовов и агрегатов «Победы» были построены три спортивно-гоночных автомобиля «Победа-Спорт» ГАЗ-20-СГ1 для кольцевых соревнований. Высота кузова уменьшена на 160 мм, а спереди и сзади из дюралюминия установлены обтекатели, в результате чего каждая машина весила на 260 кг легче стандартной. На две из них установили двигатели с роторными нагнетателями типа Roots мощностью 105 л. с.
Чтобы уменьшить массу и лобовую площадь спортивных «Побед», в 1955 году построили новые машины ГАЗ-20-СГ1М с открытым двухместным кузовом, в результате их скорость возросла до 180 км/ч. И уже на чемпионате СССР 1955 года на машинах «Победа-Спорт» гонщик Михаил Метелёв занял первое место, а Вячеслав Мосолов — второе. В следующем году успех удалось повторить. На спортивных вариантах «Победы» был отработан мотор с верхним расположением впускных клапанов, который должен был стоять на «Победе» второго поколения, а впоследствии уступил место более совершенному верхнеклапанному двигателю модели 21А, который ставился на большую часть серийных «Волг» ГАЗ-21.

## Скорая помощь
Существовал вариант «Победы», предназначенной для работы в скорой помощи. Эти автомобили окрашивались в белый цвет, на борта наносились красные кресты. Больных перевозили сидя на заднем сиденье. В случае необходимости перевозки лежачего больного заднее сиденье складывалось, при этом из-за недостатка места носилки устанавливали по-диагонали: голова пациента находилась у спинки водительского сиденья, а ноги — у правого борта и крышки багажника.

## Аэросани
В 1958 году был создан опытный образец аэросаней на базе несущего кузова «Победы». Необычный транспорт предназначался для почтового и транспортного обеспечения районов крайнего севера, где дороги зимой непроходимы для автомобиля. Аэросани оснащались авиационным звездообразным двигателем АИ-14, обеспечивавшим крейсерскую скорость 40 километров в час по ровному снегу. Снятие «Победы» с производства в том же году не помешало реализации постановления Совмина, поскольку необходимое количество кузовов зарезервировали заранее. В 1960 году начат выпуск аэросаней под названием «Север-2», которые эксплуатировались в северных областях более десятилетия.

## Галерея
- «Победа», принадлежащая Д. А. Медведеву
- Автомобиль «Победа» в музее «Авторевю»
- 2022 год.

## Память
- На территории России существует несколько автомобилей, установленных в качестве памятников — в Нижнем Новгороде (в вышеупомянутом сквере), Воронеже, Белгороде, Мариинске Кемеровской области, Химках[50], Иваново[51], Алабино.
- Различные модификации автомобиля представлены в экспозиции Музея автомобильной техники УГМК[52].
- Почта СССР в 1976 году выпустила почтовую марку с изображением автомобиля ГАЗ-М-20 «Победа».
- В 2003 году была выпущена почтовая марка с изображением ГАЗ-М20 «Победа», 1954 года выпуска[53].

- Памятник «Победе» в Воронеже
- Почтовая марка 1976 год
- Почтовая марка 2003 год